# Salmo 1

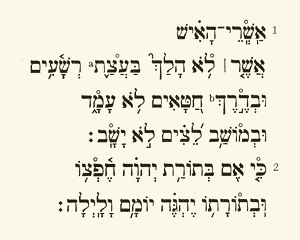
Salmo 1 nell'originale versione ebraica

Il Salmo 1 costituisce il primo capitolo del Libro dei Salmi.

## Contenuti
Fa da introduzione a tutto il libro presentando le due vie: quella del bene e quella del male. Il lettore, nell'approfondimento di tutto il salterio, viene implicitamente invitato a scegliere tra le due vie.1

Colui che segue la via del bene viene paragonato ad un albero rigoglioso: 
Viceversa chi segue la via del male viene paragonato alla pula dispersa dal vento 1,4.